# Середина отрезка

Средняя точка отрезка с вершинами (x_{1}, y_{1}) и (x_{2}, y_{2})

Середина отрезка — точка на заданном отрезке, находящаяся на равном расстоянии от обоих концов данного отрезка. Является центром масс как всего отрезка, так и его конечных точек.

## Координаты
Средняя точка отрезка в {\displaystyle n}-мерном пространстве, концами которого являются точки {\displaystyle A=(a_{1},a_{2},\dots ,a_{n})} и {\displaystyle B=(b_{1},b_{2},\dots ,b_{n})}, задаётся формулой:
{\displaystyle {\frac {A+B}{2}}}.
Таким образом, {\displaystyle i}-я координата средней точки ({\displaystyle i=1,2,\dots ,n}) равна:
{\displaystyle {\frac {a_{i}+b_{i}}{2}}}.

## Построение

Построение с помощью циркуля и линейки

Если заданы две точки, нахождение середины образованного ими отрезка может быть осуществлено с помощью циркуля и линейки. Для нахождения середины отрезка на плоскости можно сначала построить две дуги равного (и достаточно большого) радиуса с центрами в концах отрезка, а затем через точки пересечения этих дуг провести прямую. Точка, где полученная прямая пересекает отрезок, является его серединой.

Построение с помощью одного циркуля

С использованием теоремы Мора — Маскерони возможно также нахождение середины отрезка с помощью одного только циркуля: на первом шаге для отрезка {\displaystyle (AB)} строится точка {\displaystyle C}, симметричная точке {\displaystyle A} относительно точки {\displaystyle B}; на втором шаге строится инверсия точки {\displaystyle C} относительно окружности радиуса {\displaystyle |AB|} с центром в точке {\displaystyle A}; полученная точка является серединой отрезка {\displaystyle (AB)}.
Можно также построить середину отрезка с помощью только линейки при условии, что на плоскости имеется окружность с отмеченным центром.

## Геометрические свойства

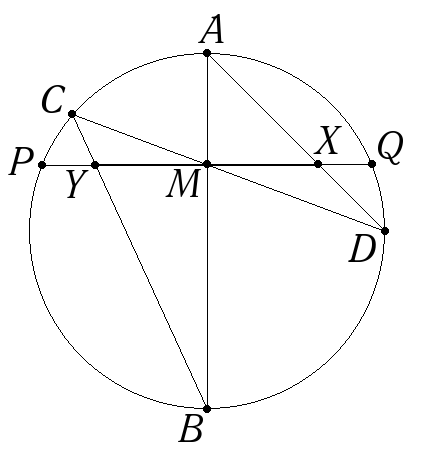

Середина любого диаметра окружности является центром окружности. Перпендикуляр к любой хорде, проходящий через её середину, проходит через центр окружности.
Теорема о бабочке утверждает, что если {\displaystyle M} является серединой хорды {\displaystyle PQ} и через середину проходят две другие хорды {\displaystyle AB} и {\displaystyle CD}, то {\displaystyle AD} и {\displaystyle BC} пересекают хорду {\displaystyle PQ} в точках {\displaystyle X} и {\displaystyle Y} соответственно таким образом, что {\displaystyle M} является серединой отрезка {\displaystyle XY}.
Центр эллипса является серединой отрезка, соединяющего два фокуса эллипса.
Середина отрезка, соединяющего вершины гиперболы, является центром гиперболы.
Перпендикуляры к серединам сторон треугольника пересекаются в одной точке, и эта точка является центром описанной окружности. Центр девяти точек треугольника — середина отрезка, соединяющего центра описанной окружности с ортоцентром данного треугольника. Вершины серединного треугольника данного треугольника лежат в серединах сторон треугольника.
В прямоугольном треугольнике центр описанной окружности является серединой гипотенузы. В равнобедренном треугольнике медиана, высота и биссектриса угла при вершине совпадают с прямой Эйлера и осью симметрии, и эта прямая проходит через середину основания.
Две бимедианы выпуклого четырёхугольника — это отрезки, соединяющие середины противоположных сторон. Две бимедианы и отрезок, соединяющий середины диагоналей, пересекаются в одной точке, которая является серединой этих трёх отрезков. Теорема Брахмагупты утверждает, что если вписанный в окружность четырёхугольник является ортодиагональным (то есть, имеющий перпендикулярные диагонали), то перпендикуляры к сторонам из точки пересечения диагоналей всегда проходят через середину противоположной стороны. Теорема Вариньона утверждает, что середины сторон произвольного четырёхугольника являются вершинами параллелограмма, а если четырёхугольник к тому же является самонепересекающимся, то площадь параллелограмма равна половине площади четырёхугольника. Прямая Ньютона — линия, соединяющая середины двух диагоналей выпуклого четырёхугольника, не являющегося параллелограммом. Отрезки, соединяющие середины противоположных сторон выпуклого четырёхугольника, пересекаются в точке, лежащей на прямой Ньютона.
Правильный многоугольник имеет вписанную окружность, которая касается всех сторон многоугольника в серединах его сторон. В правильном многоугольнике с чётным числом сторон середины диагоналей, соединяющих противоположные центры, являются центром многоугольника. Серединный многоугольник — многоугольник, вершины которого — середины рёбер исходного многоугольника. Растянутый многоугольник серединных точек вписанного многоугольника P является другим вписанным многоугольником, вписанным в ту же окружность, и его вершины являются серединами дуг между вершинами P. Повторение операции создания многоугольника растянутых средних точек приводит к последовательности многоугольников, форма которых сходится к правильному многоугольнику.

## Обобщения
Середина отрезка является аффинным инвариантом, поэтому координатные формулы применимы к любой аффинной системе координат.
Середину отрезка невозможно определить в проективной геометрии: любая внутренняя точка отрезка может быть проективно отображена в любую другую точку внутри (того же или любого другого) проективного отрезка. Закрепление одной такой точки в качестве середины определяет аффинную структуру на проективной прямой, содержащей этот отрезок. Четвёртая точка гармонической четвёрки для такой «средней точки» и двух конечных точек является бесконечно удалённой точкой.
Понятие середины отрезка можно ввести на геодезических в римановом многообразии, но в отличие от аффинного случая, середина отрезка может быть не единственной.